# Jenny Karézi
Jenny Karézi (grec moderne : Τζένη Καρέζη), de son vrai nom Evgenía Karpoúzi, née le 12 janvier 1933 (ou 1934) à Athènes et morte dans cette même ville le 27 juillet 1992, était une actrice de théâtre et de cinéma grecque.
Née dans une famille conservatrice, elle passa son enfance à Thessalonique où son père avait été nommé directeur d'une école. Elle fit ses études secondaires dans un établissement tenu par des religieuses françaises. C'est là qu'une des sœurs aurait simplifié son prénom d'« Evgenía » en « Jenny ». Déjà attirée par le théâtre, elle fut repérée par l'école d'art dramatique du théâtre national grec où elle entra à l'automne 1951, en mentant sur son âge pour contourner l'opposition paternelle.

## Biographie
Evgenía Karpoúzi était la fille de Constantin Karpoúzi, un professeur de mathématiques et de Theoni Lafi, la fille d'un enseignant. Son père était un homme très strict alors que sa mère était plus conciliante. Si Evgenía naquit à Athènes, la même année, son père fut muté sur Syros. Il semblerait que son père, proche de Ioánnis Metaxás, alors ministre de l'Intérieur, ait eu un différend avec le futur dictateur. Aussi, cet enseignant à l'École polytechnique, excellent mathématicien, fut-il exilé sue cette île des Cyclades. La famille y passa un an avant que Constantin Karpoúzi fut nommé directeur d'une école à Thessalonique. Evgenía Karpoúzi y resta jusqu'à ses seize ans. Elle vécut donc les heures difficiles de la ville pendant l'occupation allemande (elle perdit ainsi ses amis juifs lors des rafles). Un de ses camarades de classe à l'école primaire municipale était Dínos Christianópoulos (el), le futur poète.
À la fin de sa brillante scolarité primaire, Evgenía Karpoúzi fut envoyée par ses parents dans un établissement secondaire tenu par des religieuses françaises. La légende veut que lors d'une des premières leçons de français, la sœur lui aurait traduit son prénom « Evgenía » en français « Eugénie » et aurait décidé de l'appeler « Genny, diminutif d'Eugénie ». Ce serait ainsi qu'elle aurait acquis son futur pseudonyme « Jenny ». Ses études dans cet établissement lui auraient permis de maîtriser parfaitement le français.
« Jenny » Karpoúzi s'adonna au théâtre à l'école des sœurs : dirigeant des pièces dont elle avait aussi dessiné les décors. Elle menait alors une vie protégée des problèmes politiques ; principalement la guerre civile grecque qui faisait rage.
En 1949, la famille Karpoúzi revint à Athènes, s'installant à Chalándri. Jenny poursuivit sa scolarité dans un établissement secondaire tenu par des religieuses françaises. Les élèves montèrent cette année-là la pièce de Sophocle Antigone avec Jenny Karpoúzi dans le rôle-titre. La pièce fut jouée au théâtre Rex de Maríka Kotopoúli. Il semblerait que sa prestation lui ait ouvert les portes du concours d'entrée à l'école d'art dramatique du Théâtre national de Grèce, malgré les réticences de son père. En fait, elle y avait déjà pris quelques cours, mais pour y entrer, comme elle était mineure, il fallait le consentement de ses parents. Si sa mère était d'accord, son père la voyait plutôt faire des études supérieures et s'y opposait. Les professeurs la considérait très douée et essayait de convaincre les parents. Avec le soutien de sa mère, elle finit par y entrer à l'automne 1851, en mentant sur son âge, d'où l'année de naissance différente sur son bulletin d'inscription.
Dès la fin de ses études, elle monta sur scène : en 1954, dans une production de La Belle Hélène, par Maríka Kotopoúli. Elle jouait aux côtés de Melina Mercouri.
Elle tourna dès 1955 pour Alékos Sakellários et la Finos Film. Ce fut cependant Iákovos Kambanéllis qui la révéla réellement, avec Blanche-Neige et les Sept Vieux Garçons où elle est face aux sept plus grands acteurs comiques masculins de son temps. Si sa gamme de jeu était large, on lui confia souvent des rôles de jeune femme forte et intelligente, qui, après des études, s'engage dans un travail typiquement masculin et y réussit.
Elle fut considérée comme la grande rivale d'Alíki Vouyoukláki, même si les deux femmes étaient amies.
Elle mit fin à sa carrière cinématographique en 1972, avec sa propre mise en scène de Lysistrata. Elle poursuivit sa carrière théâtrale jusqu'en 1990.
En 1973, elle fut emprisonnée quelques jours par la dictature des colonels pour sa pièce To megalo mas tsirko (Notre grand cirque) considérée comme une attaque contre le régime.
En 1963, elle épousa le journaliste Zahos Hadjifotiou dont elle divorça deux ans plus tard. En 1967, elle épousa l'acteur Kóstas Kazákos, rencontré sur le tournage de Concerto pour mitrailleuses, avec qui elle eut un fils en 1969. Atteinte d'un cancer du sein, elle mourut chez elle en 1992 et reçut des funérailles nationales.

## Filmographie sélective
- 1955 : Pain, amour et chansonnette
- 1957 : Pain, amour et petite fleur (el)
- 1957 : La Tante de Chicago
- 1957 : Delistavrou et fils
- 1958 : La Lagune des désirs
- 1959 : Épaves de la vie
- 1960 : Mademoiselle et son pantin (el)
- 1960 : Rendez-vous à Corfou (el)
- 1960 : Christina (el)
- 1960 : Blanche-Neige et les Sept Vieux Garçons
- 1963 : Les Lanternes rouges
- 1964 : Mademoiselle le directeur
- 1964 : Lola (el)
- 1964 : Un Grand Amour
- 1965 : Une Famille loufoque (el)
- 1965 : Une balle au cœur
- 1966 : Jenny, Jenny
- 1967 : Concerto pour mitrailleuses (el)
- 1970 : Une Femme dans la Résistance
- 1971 : Manto Mavrogenous
- 1972 : Lysistrata